# Швед года за рубежом
Швед года за рубежом, швед года в мире (швед. Årets svensk i världen) — ежегодная награда, вручаемая некоммерческой организацией «Шведы в мире» (швед. Svenskar i Världen) гражданину Швеции, внесшему вклад в продвижении имиджа Швеции за рубежом в культуре, бизнесе, науке, спорте, дипломатии или благотворительности.

## История
15 марта 1938 года было учреждено «Общество шведов, живущих за границей» (швед. Utlandssvenskarnas förening), помогавшее гражданам страны вернуться в Швецию накануне и во время Второй мировой войны. Позже это утратило какое-либо практическое значение и общество переключилось на улучшении имиджа Швеции за рубежом и информационную поддержку путях развития и возможных проблемах в той или иной стране, полумиллиона граждан Швеции, временно или постоянно проживающих заграницей. Накануне празднования пятидесятилетнего юбилея в 1988 году общество сменило имя на упрощённое «Шведы в мире» (швед. Svenskar i Världen) и учредило премию «Швед года в мире». Название указывает на отличие от уже существовавшей премии «Швед года».

## Процесс номинации
Выбор номинантов и победителей проводится советом директоров общества под руководством председателя Туве Йуханнессона (швед. Tuve Johannesson), занявшего этот пост в 2015 году. До него обществом руководили бизнесмены Михаэль Трешоу (швед. Michael Treschow), Ульф Динкенспиэль (швед. Ulf Dinkelspiel) и Уве Хэйман (швед. Ove Heyman).
Генеральные секретари совета директоров — бывшие послы Швеции: с 2008 года Карин Энбом-Палмквист швед. Karin Ehnbom-Palmquist, Эрьян Бернер (швед. Örjan Berner) (2003—2008) и Кристер Якубсон (швед. Christer Jacobson) (1998—2003).
Процесс номинации и обсуждение кандидатов закрыты.
Премия трижды вручалась двум людям-напарникам.

## Церемония
Церемония награждения традиционно проводится в августе в Стокгольме в концертном зале гостиницы «Grand Hôtel».
Торжественной части предшествует банкет.

## Победители
| Год  | Имя                                | Профессия                                        |
| ---- | ---------------------------------- | ------------------------------------------------ |
| 2018 | Стэммэ, Нина                       | оперная певица                                   |
| 2017 | Сундхаге, Пиа                      | футболистка                                      |
| 2016 | Де Мистура, Стаффан                | политик                                          |
| 2015 | Макс Мартин                        | музыкальный продюсер                             |
| 2014 | Лорентсон, Мартин и Эк, Даниэль    | основатели «Spotify»                             |
| 2013 | Ибрагимович, Златан                | футболист                                        |
| 2012 | Рослинг, Ханс                      | учёный                                           |
| 2011 | Петер Валленберг                   | потомственный бизнесмен                          |
| 2010 | Сёренстам, Анника                  | гольфистка                                       |
| 2009 | Бликс, Ханс                        | политик                                          |
| 2008 | Оттер, Анне Софи фон               | оперная певица                                   |
| 2007 | Росинг, Ганс                       | изобретатель «Tetra Pak»                         |
| 2006 | Хальт, Бертиль                     | основатель EF Education First                    |
| 2005 | Вальднер, Ян-Уве                   | игрок в настольный теннис                        |
| 2004 | Вальстрём, Маргот                  | политик                                          |
| 2003 | Юнас и Роберт, Аф Юкник            | основатели Oriflame                              |
| 2002 | Бергквист, Ингве                   | владелец «Ice Hotel» в Юккасъярви                |
| 2001 | Эрикссон, Свен-Ёран                | футбольный тренер                                |
| 2000 | Ланс, Хокан                        | изобретатель                                     |
| 1999 | Андерссон, Бенни и Ульвеус, Бьорн  | группа «ABBA»                                    |
| 1998 | Лундин, Адольф                     | владелец компаний по добыче природных ископаемых |
| 1997 | Линдгрен, Астрид                   | писательница                                     |
| 1996 | Яблонский, Петер                   | пианист                                          |
| 1995 | Нильссон, Агнета                   | основательница «SWEA»                            |
| 1994 | Лагервалль, Торбьёрн               | учёный                                           |
| 1993 | Густафссон, Ларс                   | писатель                                         |
| 1992 | Барневик, Перси                    | основатель ABB Asea Brown Boveri                 |
| 1991 | Бернадот, Леннарт и Бернадот, Соня | основатели музея Майнау                          |
| 1990 | Хультен, Понтус                    | музейный специалист                              |
| 1989 | Кампрад, Ингвар Феодор             | основатель IKEA                                  |
| 1988 | Карлссон, Оскар                    | бизнесмен                                        |

## Критика
Премия подвергается критике за гендерную дискриминацию. Например, из группы «ABBA» были награждены только Бенни и Бьорн. На 2018 год 27 из 34-х награждённых — мужчины. В числе семи награждённых женщин две спортсменки и три деятеля искусств. Две последние выданные награды 2017 и 2018 годов подряд вручены женщинам, чего не случалось до этого никогда; лауреатки уже завершили свои профессиональные карьеры к тому времени и не вносили вклад в продвижении имиджа Швеции за рубежом в предыдущем году.
Обладатели награды являются членами элиты или близки к истеблишменту Швеции — королевской семье и потомственным бизнесменам. Вклад некоторых лауреатов в продвижении положительного имиджа Швеции в мире сомнителен либо не соотносится ни с чем, что номинант сделал в предыдущем году. Так, карьера футболиста Златана Ибрагимовича находилась на пике около сезона 2009—2010 годов, но награду ему дали только в 2013, хотя сезон 2012—2013 не был примечателен. Основатели «Spotify» запустили сервис в 2008 году, но получили награду в 2014, сразу после того, как один из них, Мартин Лорентсон, в 2013 году вступил в «Братство Принца Даниэля» и оказался в центре медиа-скандала из-за ведения бизнеса в офшорных зонах. Бернадоты Леннарт и Соня являются членами шведской королевской семьи Бернадотов и получили награду за открытие музея на частном маленьком острове, принадлежащем Бернадотам.
Многие лауреаты премии являются спонсорами общества.